# آلن راجرز
آلن راجرز (انگلیسی: Alan Rogers؛ زادهٔ ۲۰ اکتبر ۱۹۲۳ – درگذشتهٔ ۲۵ اوت ۲۰۲۲) مربی فوتبال اهل انگلستان بود.
او در ایران مربی ایران‌ناسیونال (پیکان) و پرسپولیس بوده است.
شروع کار او در پرسپولیس به این ترتیب بود که در اولین بازی با راه‌آهن و سپس عقاب یک بر یک مساوی کرد، سپس دو بر یک مقابل راه‌آهن شکست خورد. نخستین پیروزی او هم برد یک بر صفر مقابل برق بود. چند روز بعد تیم او افسر را شکست داد.
در دربی شش‌تایی‌ها هم راجرز سرمربی پرسپولیس بود.
آلن راجرز در ۲۵ اوت ۲۰۲۲، در سن ۹۸ سالگی درگذشت.

## افتخارات مربیگری
- قهرمانی تیم پیکان در جام باشگاه‌های تهران ۱۳۴۸
- قهرمانی تیم پیکان در جام دوستی ایران ۱۳۴۸
- قهرمانی تیم پرسپولیس در جام جام تخت جمشید ۱۳۵۲